# Jim Harbaugh
(en) Statistiques sur pro-football-reference
Jim Harbaugh (né le 23 décembre 1963 à Toledo dans l'Ohio) est un joueur américain de football américain devenu entraîneur. Il a joué 14 saisons dans la National Football League (NFL) en tant que quarterback et est actuellement l'entraîneur principal de la franchise NFL des Chargers de Los Angeles.
Après sa carrière de joueur, il se reconvertit en entraîneur. Il a été l'entraîneur principal des Toreros de San Diego, du Cardinal de Stanford et des Wolverines du Michigan au niveau universitaire, ainsi que les 49ers de San Francisco au niveau de la NFL.
Durant sa première année avec les 49ers, il est nommé entraîneur de l'année en 2011 et avec Michigan, il remporte le championnat NCAA 2023 en battant en finale les Huskies de Washington.
Son frère aîné John Harbaugh est l'actuel entraîneur principal des Ravens de Baltimore. Les deux frères se sont affrontés lors du Super Bowl XLVII, remporté par les Ravens dirigés par John.

## Biographie

### Jeunesse
Harbaugh étudie à la Pioneer High School de Ann Arbor dans le Michigan. Durant cette période, son père, Jack Harbaugh, est un assistant de Bo Schembechler, entraînant l'université du Michigan. Par la suite, son père entraînera notamment les équipes universitaires des Broncos de Western Michigan et des Hilltoppers de Western Kentucky.

### Carrière universitaire
Il entre à l'université du Michigan et joue quarterback pour l'équipe de football américain des Wolverines du Michigan.

## Carrière d'entraîneur

### Débuts de carrière (1994-2011)
Jim fait ses premières armes comme consultant offensif au sein des Hilltoppers de Western Kentucky sous les ordres de son père, Jack Harbaugh alors entraineur principal de Western Kentucky. Il occupe un poste de spécialiste du recrutement entre 1994 et 2001. 
Jim fait un saut en NFL comme entraîneur des quarterbacks chez les Raiders d'Oakland entre 2002 et 2003. 
De 2004 à 2006, il est l'entraîneur principal des Toreros de San Diego, un programme de NCAA Division I FCS. Puis de 2007 à 2010, il devient l'entraîneur principal du Cardinal de l'université Stanford.

### Entraîneur principal des 49ers de San Francisco (2011-2014)
En 2011, il devient le nouvel entraîneur principal des 49ers de San Francisco. Après que la franchise ait subi depuis plusieurs années la valse des entraîneurs et les mauvais résultats, Harbaugh restructure l'équipe et met notamment à profit son expérience de quarterback pour aider Alex Smith à progresser. Il y réussit, termine avec un bilan de 13 victoires contre 3 défaites, et parvient à emmener son équipe en phase éliminatoire dès sa première saison, alors qu'elle n'avait plus connu ça depuis 2002. Il parvient à mener son équipe jusqu'en finale de conférence, que les 49ers n'avaient plus atteint depuis 1997, mais s'incline toutefois en prolongation, contre les futurs vainqueurs du Super Bowl, les Giants de New York. Il est nommé entraîneur NFL de l'année cette saison-là.
La saison suivante, il amène les 49ers jusqu'aux portes du Super Bowl XLVII, joué contre les Ravens de Baltimore entraînées par son frère John. Jim et les 49ers perdent le match ultime au score de 34 à 31.
En 2013, ils se qualifient pour la finale de conférence pour la troisième année consécutive, mais perdent contre les futurs vainqueurs du Super Bowl, les Seahawks de Seattle.
Il manque la phase éliminatoire pour la première fois lors de la saison 2014, après que son équipe ait terminé la saison avec un bilan de 8 victoires contre 8 défaites. Le 28 décembre 2014, après la fin de la saison, les 49ers annoncent que la franchise et Harbaugh se sont séparés d'un accord commun.

### Retour au niveau universitaire: Wolverines du Michigan (2015–2023)
Le 30 décembre 2014, Jim Harbaugh est officiellement nommé entraîneur principal des Wolverines du Michigan, équipe avec laquelle il a joué au niveau universitaire.
Il y remporte le championnat NCAA 2023 en battant en finale les Huskies de Washington sur le score de 34 à 13.

### Retour en NFL: Chargers de Los Angeles (depuis 2024)
Le 24 janvier 2024, Harbaugh quitte Michigan et retourne en NFL en signant un contrat de 5 ans avec les Chargers de Los Angeles.

## Statistiques en NFL
| Équipe                 | Saison | Saison régulière | Saison régulière | Saison régulière | Saison régulière | Saison régulière | Playoffs | Playoffs | Playoffs    | Playoffs                                                       |
| ---------------------- | ------ | ---------------- | ---------------- | ---------------- | ---------------- | ---------------- | -------- | -------- | ----------- | -------------------------------------------------------------- |
| Équipe                 | Saison | V                | D                | N                | % victoires      | Classement       | G        | P        | % victoires | Résultat                                                       |
| 49ers de San Francisco | 2011   | 13               | 3                | 0                | 81,3             | 1er NFC Ouest    | 1        | 1        | 50,0        | Défaite contre les Giants de New York en finale de conférence  |
| 49ers de San Francisco | 2012   | 11               | 4                | 1                | 71,9             | 1er NFC Ouest    | 2        | 1        | 66,7        | Défaite contre les Ravens de Baltimore au Super Bowl XLVII     |
| 49ers de San Francisco | 2013   | 12               | 4                | 0                | 75,0             | 2e NFC Ouest     | 2        | 1        | 66,7        | Défaite contre les Seahawks de Seattle en finale de conférence |
| 49ers de San Francisco | 2014   | 08               | 8                | 0                | 50,0             | 3e NFC Ouest     | -        | -        | -           | -                                                              |
| Totaux                 | Totaux | 44               | 19               | 1                | 69,5             | -                | 5        | 3        | 62,5        | -                                                              |

## Statistiques en NCAA
| Université | Saison | Total | Total | Conférence | Conférence | Conférence       | AP Poll | Bowls/Playoffs                                                             | Bowls/Playoffs  |
| ---------- | ------ | ----- | ----- | ---------- | ---------- | ---------------- | ------- | -------------------------------------------------------------------------- | --------------- |
| Université | Saison | V     | D     | V          | D          | Place            | AP Poll | Noms                                                                       | Résultats       |
| San Diego  | 2004   | 07    | 4     | 3          | 1          | 2e               | -       |                                                                            |                 |
| San Diego  | 2005   | 11    | 1     | 4          | 0          | 1er (CC)         | -       |                                                                            |                 |
| San Diego  | 2006   | 11    | 1     | 7          | 0          | 1er (CC)         | -       | Gridiron Classic                                                           | V 47-37         |
| Totaux     | Totaux | 29    | 6     | 14         | 1          |                  |         |                                                                            |                 |
| Stanford   | 2007   | 04    | 8     | 3          | 6          | 7e ex æquo       |         |                                                                            |                 |
| Stanford   | 2008   | 05    | 7     | 4          | 5          | 6e ex æquo       | -       |                                                                            |                 |
| Stanford   | 2009   | 08    | 5     | 6          | 3          | 2e ex æquo       |         | Sun Bowl                                                                   | D 27-31         |
| Stanford   | 2010   | 12    | 1     | 8          | 1          | 2e               | #4      | Orange Bowl                                                                | V 40-12         |
| Totaux     | Totaux | 29    | 21    | 21         | 15         |                  |         |                                                                            |                 |
| Michigan   | 2015   | 10    | 3     | 6          | 2          | 3e               | #12     | Citrus Bowl                                                                | V 41-07         |
| Michigan   | 2016   | 10    | 3     | 7          | 2          | 3e               | #10     | Orange Bowl                                                                | D 32-33         |
| Michigan   | 2017   | 08    | 5     | 5          | 4          | 4e               |         | Outback Bowl                                                               | D 19-26         |
| Michigan   | 2018   | 10    | 3     | 8          | 1          | 1re (CD)         | #14     | Peach Bowl                                                                 | D 12-45         |
| Michigan   | 2019   | 09    | 4     | 6          | 3          | 3e               | #18     | Citrus Bowl                                                                | D 16-35         |
| Michigan   | 2020   | 02    | 4     | 2          | 4          | 5e ex æquo *     |         |                                                                            |                 |
| Michigan   | 2021   | 12    | 2     | 8          | 1          | 1re ex æquo (CC) | #3      | Demi-finale CFP: Orange Bowl                                               | D 34-11         |
| Michigan   | 2022   | 13    | 1     | 9          | 0          | 1re (CC)         | #3      | Demi-finale CFP: Fiesta Bowl                                               | D 45-51         |
| Michigan   | 2023   | 15    | 0     | 9          | 0          | 1re (CC)         | #1      | Demi-finale CFP : Rose Bowl Finale CFP: College Football Championship Game | V 27-20 V 34-13 |
| Totaux     | Totaux | 85    | 25    | 60         | 17         |                  |         |                                                                            |                 |

Légende :
V = Victoires, D = Défaites,
CC = Champion de conférence, CD = Champion de division, * = Saison réduite pour cause de Covid
| Champions National |